# Henri Belolo
Henri Belolo (pronúncia em francês: [ɑ̃ʁi bəlɔlo]; Casablanca, 27 de novembro de 1936 – Paris, 3 de agosto de 2019) foi um produtor musical e compositor francês ativo durante a era disco.
Nascido no Marrocos, ele começou sua carreira como DJ de clube e A&R man. Na década de 1970, com seu amigo, o compositor Jacques Morali, ele trabalhou nos Estados Unidos, criando The Ritchie Family assim como seu grupo de maior sucesso, Village People.

## Vida e carreira
Belolo nasceu em Casablanca, Marrocos, e cresceu lá ouvindo música introduzida pelas tropas dos EUA, bem como a de músicos africanos. Ele estudou negócios em Casablanca, antes de viajar em 1956 para Paris, França, onde conheceu o dono da gravadora e produtor Eddie Barclay. Belolo trabalhou com Barclay, importando e promovendo discos, e começou a trabalhar como DJ de clube, trabalho que continuou após retornar a Casablanca.
Em 1960, ele foi recrutado pela Polydor Records em Paris para trabalhar em A&R e como produtor, onde trabalhou em álbuns de Georges Moustaki, Serge Renée e Jeanne Moreau. Ele também organizou shows em Paris de James Brown, Bee Gees e outros. Ele então montou sua própria gravadora, Carabine, e editora musical, Scorpio Music, e no início dos anos 1970 começou a licenciar discos de discoteca.
Em 1973, ele se mudou para os EUA e montou a Can't Stop Productions na cidade de Nova Iorque, com um escritório associado de caça-talentos na Filadélfia. Ele conheceu Jacques Morali no início de 1975, e a dupla produziu o single "Brazil" da Ritchie Family, gravado na Filadélfia e arranjado por Richie Rome, que deu o nome ao grupo. A música se tornou um sucesso nos clubes dos EUA e, em seguida, um sucesso mundial, em 1975, ajudado pela promoção do DJ Frankie Crocker. Belolo e Morali continuaram a trabalhar juntos, com Belolo predominantemente escrevendo letras e Morali a música.
Ao contrário de seu associado Morali, Belolo não era gay, mas visitava clubes com Morali e via o potencial de atrair a cena gay de boates. Em 1977, eles criaram o grupo Village People, vendo sua imagem de estereótipos gays como uma forma de incorporar um certo espírito de festa. Belolo e Morali começaram a trabalhar com a banda e apresentaram suas demos a Neil Bogart da Casablanca Records, que concordou em lançar os discos da banda. Belolo continuou a contribuir para os discos do Village People, incluindo "Y.M.C.A.", "In the Navy" e "Go West", com Morali e, em alguns casos, o vocalista da banda, Victor Willis. Em 2015, Willis venceu um processo judicial contra a Can't Stop Productions, alegando com sucesso que ele e Morali escreveram as músicas juntos, sem qualquer envolvimento de Belolo. A produtora alegou que Belolo havia escrito letras em francês que foram então adaptadas por Willis, mas essa alegação foi rejeitada pelo tribunal que decidiu que o nome de Belolo como coautor deveria ser removido.
Na década de 1980, Belolo e Morali introduziram e produziram discos da Break Machine. Belolo continuou a trabalhar na França como produtor musical, até sua morte em 3 de agosto de 2019 em Paris, França.

## Condecorações
- Cavaleiro da Ordem das Artes e das Letras (2015)[12]